# Paleto
Paleto es un término, generalmente despectivo, usado para referirse a las personas de pueblos y zonas rurales, que responderían a un estereotipo de simplicidad y falta de sofisticación, con una jerga y costumbres propias.

## Uso
El uso del estereotipo del paleto es un recurso frecuente en la cultura popular y en la literatura entremesil y sainetesca, en la que aparecen personajes especializados en este tipo de papeles como el gran cómico Juan Rana, o la comedia de figurón, todos estos géneros muy populares en el Siglo de Oro. En estas obras, generalmente se busca la comicidad resaltando el contraste entre el palurdo o paleto y la vida urbana, ubicando a un protagonista de pueblo en un medio urbano, o en ocasiones al contrario. En el cine también se ha explotado este tipo de personajes: Los apuros de un paleto (España, 1918), Bienvenidos al Norte (Bienvenue chez les Ch'tis, Francia, 2008), algunas películas de Cantinflas o Calzonzin Inspector en el caso mexicano, como también La ciudad no es para mí, protagonizada por Paco Martínez Soria, un actor especializado en este tipo de papeles. El estereotipo del paleto también aparece en la televisión, como el personaje Cletus Spuckler de Los Simpson.

## Otras denominaciones geográficas
- En Alemania se utiliza el término Landei o Hinterwälder.

- En Argentina se emplea los términos "chuncano", "paisa", "pajuerano".

- En Brasil se les llama "caipiras", principalmente en la región sureste de ese país. En la región nordeste de Brasil, se les llama "matutos", y en la región Norte de Brasil (Amazonia), se usa el término "caboclo". Los términos pueden ser despectivos dependiendo de la situación.

- En Costa Rica se les llama "Polos".

- En Colombia se emplea el término "Montañero".

- En Chile se emplea el término "Huaso" (como sinónimo de inquilino o criado) o "Roto". Por ejemplo, "no seas huaso...". También, en ciertos contextos, se asimila con el "sureño", especialmente en Santiago.

- En algunos lugares de España se utilizan términos exclusivos para los habitantes rurales de una determinada región, como por ejemplo los payeses del campo catalán o balear aunque este último término no tiene connotaciones despectivas (sería más parecido a "labriego" o "campesino").

- En Francia se emplea el término péquenaud que significa literalmente palurdo o cateto.

- En Ecuador se les llama "montubios", que, dependiendo del contexto y de la situación, puede tener una connotación peyorativa o también de afirmación y reivindicación de la identidad cultural propia del campesino de la costa del Ecuador. Al habitante del medio rural de las zonas costeras marítimas, que vive de la pesca artesanal, se le llama cholo. Pero este concepto también tiene otra acepción cuando se extrapola a las áreas urbanas de las grandes ciudades del Ecuador: dice relación con el mal gusto y el comportamiento zafio, ordinario, soez, propio de personas que por lo general, habitan los barrios marginales de las ciudades, sin que necesariamente sean originarios de ellas (por lo general, pueden ser campesinos o cholos pescadores inmigrados a las ciudades) o siendo originarios de las ciudades, han crecido en un entorno de marginalidad, en el que la evocación cultural agraria de sus progenitores, unida a la cultura de la pobreza del entorno, ha configurado su carácter y sus modales. El campesino de la sierra del Ecuador puede ser de origen indígena, que es llamado en las ciudades de la sierra "longo" y también de origen mestizo, que es el llamado "chagra", que se caracteriza por ser, fundamentalmente, vaquero.

- En Estados Unidos hick (persona rústica e ignorante) es el equivalente a "paleto", si bien existen diferentes términos exclusivos para las gentes rurales de determinadas regiones: redneck ("cuellorrojo") suele referirse a un habitante de las zonas rurales del sur o del medio oeste del país. También están los términos Dork y Jerk que significan Paleto. Mientras que hillbilly se utiliza para los habitantes de las zonas rurales de los Apalaches. En realidad, hillbilly es un 'nuevo rico' que viene a colonizar la colina a las afueras de la ciudad.

- En Inglaterra, el clásico yokel suele ser un habitante del oeste del país (West Country, Gales).

- En Irlanda "culchie" o "bogger" es el equivalente a "paleto".

- En Italia  se les dice bifolco (bifolchi, plural) o zotico, zotici (en plural).

- En México se les puede decir "campirano", "pueblerino", "provinciano".

- En Paraguay se les llama "valle".

- En Perú se les llama "cholos" usándolo de manera despectiva (si vienen de la región andina) o "chunchos" (si vienen de la amazonia). Un término menos peyorativo sería "paisanos".

- En Portugal se les llama "saloios", equivalente en español a aldeanos, pero con matiz despectivo

- En Venezuela se les llama "capochos" o "montunos".